# Лукашёв, Валентин Константинович
Валенти́н Константи́нович Лукашёв (25 июня 1938, Ленинград — 8 июня 1998, Уппсала) — советский, белорусский геохимик, геолог; доктор геолого-минералогических наук, член-корреспондент Национальной академии наук Беларуси (1986).

## Биография
В. К. Лукашёв родился в семье ректора ЛГУ профессора К. И. Лукашева. В 1961 году окончил географический факультет Белорусского университета.
С 1961 года работал в Лаборатории геохимических проблем АН БССР в должности младшего, старшего научного сотрудника, заведующего сектором. С 1972 года — заведующий лабораторией Института геохимии и геофизики АН БССР.
Заведовал кафедрой географического факультета Белорусского университета.
Скоропостижно скончался 8 июня 1998 года в Уппсале (Швеция) в период работы совещания рабочей группы по медицинской геологии.

## Научная деятельность
В 1963 году защитил кандидатскую, в 1969 — докторскую диссертацию. Профессор по специальности «геохимия» (1994); член-корреспондент АН БССР (1986).
Основные направления исследований:
- геохимия зоны гипергенеза
- охрана окружающей среды.

Научные достижения:
- дана систематическая, полная характеристика химического состава грунтов различных эпох антропогена, явившаяся теоретической базой для работ по поиску полезных ископаемых, при проектировании инженерных сооружений, водоснабжении, мелиорации, решении медико-биологических и сельскохозяйственных проблем;
- предложен новый геохимический метод поиска с использованием искусственных сорбентов, помещаемых в почву и позволяющих обнаружить рудные тела на значительных глубинах;
- создана серия эколого-геохимических карт городов Беларуси;
- изучены палеогеохимические особенности кайнозойского литогенеза в Беларуси и на смежных территориях.

Исследовал торий как катализатор геохимических процессов; химический состава сапропеля, используемого в качестве удобрений; геолого-геохимические аспекты рака, эколого-геохимические проблемы Чернобыльской аварии.
Автор более 300 научных работ, в том числе 25 монографий и 5 авторских свидетельств.

### Избранные труды
- Лукашев В. К. Богатство недр Белоруссии и их рациональное использование / Правление о-ва «Знание» Белорусской ССР. — Минск : Правление о-ва «Знание» Белорусской ССР, 1983. — 20 с. — 1000 экз.
- Лукашев В. К. Географические очерки природы Белоруссии : ландшафт, полезные ископаемые, геологическая среда, климат, водные ресурсы, почвы, растительность, животный мир, охрана природы / Акад. наук Белорусской ССР, Ин-т геохимии и геофизики. — Минск : Наука и техника, 1983. — 212 c. — 310 экз.
- Лукашев В. К. Геологические аспекты охраны окружающей среды / Ред. К. И. Лукашев ; Акад. наук Бел. ССР, Ин-т геохимии и геофизики. — Минск : Наука и техника, 1987. — 335 c. — (Серия: Человек и среда). — 1380 экз.
- Лукашев В. К. Геохимические индикаторы процессов гипергенеза и осадкообразования / Ин-т геохимии и геофизики АН БССР. — Минск : Наука и техника, 1972. — 317 c. — 1000 экз.
- Лукашев В. К. Геохимические особенности четвертичного литогенеза в палеогеографических условиях Белорусского Полесья и смежных территорий : автореф. дис. … д-ра геол.-минер. наук : специальность 120 Геология, 121 Геохимия. — Минск, 1969. — 74 с.
- Лукашев В. К. Геохимия четвертичного литогенеза / Акад. наук БССР, Лаборатория геохим. проблем. — Минск : Наука и техника, 1970. — 293 c. — 1000 экз.
- Лукашев В. К. Искусственные сорбенты в прикладной и экспериментальной геохимии / [ред. В. А. Кузнецов] ; Акад. наук Беларуси, Ин-т геохимии и геофизики. — Минск : Навука і тэхніка, 1992. — 309 c. — 550 экз. — ISBN 5-343-00717-1
- Лукашев В. К. Палеогеологические условия образования дюнно-песчаных отложений Белорусского Полесья : автореф. дис. … канд. геол.-минерал. наук. — Минск : Наука и техника, 1963. — 23 c.
- Лукашев В. К., Аношко Я. И., Васильева Л. И. и др. Геохимическая дифференциация элементов в морских и континентальных средах / АН БССР, Ин-т геохимии и геофизики. — Минск : Наука и техника, 1986. — 207 с. — 310 экз.
- Лукашев В. К., Кузнецов В. А., Матрунчик Л. И. Литогеохимические фации кайнозоя запада русской платформы / Ред. К. И. Лукашев. — Минск : Наука и техника, 1974. — 259 c. — 1000 экз.
- Лукашев В. К., Лосева Е. И., Аношко Я. И., Вечер В. А., Добровольская И. А., Окунь Л. В., Симуткина Т. Н., Витушко В. И., Гуревич-Добровольская В. С., Клебанова Ц. Н. Геохимия неогенового литогенеза / [ред.: К. И. Лукашев] ; Акад. наук Белорусской ССР, Ин-т геохимии и геофизики. — Минск : Наука и техника, 1978. — 252 с. — 310 экз.
- Лукашев В. К., Лукашев К. И. Геохимия ландшафтов : Учеб. пособие для геол.-геогр. фак. ун-тов. — Минск : Выш. шк., 1972. — 1000 экз.
- Лукашев В. К., Лукашев К. И. Научные основы охраны окружающей среды. — Минск : Вышэйшая школа, 1980. — 254 c. — 3000 экз.
- Лукашев В. К., Окунь Л. В. Загрязнение тяжелыми металлами окружающей среды г. Минска / НАН Беларуси. Ин-т геол. наук. — Минск, 1996. — 78 с. — 200 экз. — ISBN 985-6117-15-1
- Лукашев К. И., Лукашев В. К. Геохимия зоны гипергенеза. — Минск : Наука и техника, 1975. — 422 c. — 1000 экз.
- Лукашев К. И., Лукашев В. К. Наука раскрывает тайны природы. — Минск : Наука и техника, 1965. — 159 c. — 3000 экз.
- Лукашев К. И., Лукашев В. К. Проблемы рационального использование ресурсов и охрана окружающей среды / Акад. наук Бел. ССР, Ин-т геохимии и геофизики. — Минск: Наука и техника, 1979. — 153 c. — 310 экз.
- Лукашев К. И., Лукашев В. К. Химические элементы вокруг нас. — Минск: Выш. шк., 1976. — 190 c. — 5000 экз.
- Лукашев К. И., Лукашев В. К., Вадковская И. К. Человек и природа : Геохим. и экол. аспекты рацион. природопользования / Акад. наук Бел. ССР, Ин-т геохимии и геофизики. — Минск: Наука и техника, 1984. — 294 c. — 1750 экз.
- Лукашев К. И., Лукашев В. К., Добровольская И. А. Экспериментальные исследования форм и процессов гипергенной миграции элементов / АН БССР, Ин-т геохимии и геофизики. — Минск : Наука и техника, 1977. — 178 с.
- Лукашев К. И., Кузнецов В. А., Лукашев В. К. Геохимическое изучение земной коры / Ин-т геохимии и геофизики АН БССР. — Минск: Наука и техника, 1977. — 175 с. — 1000 экз.
- Негадаев-Никонов К. Н., Лукашев В. К., Хубка А. Н., Аношко Я. И. Палеонтологические и геохимические индикаторы среды антропогена юго-запада СССР / АН МССР, Отд. палеонтологии и биостратиграфии. — Кишинев : Штиинца, 1980. — 114 с.

редактор
- Геохимические методы корреляции : [сб. ст.] / Акад. наук Белорусской ССР, Ин-т геохимии и геофизики, Прибалтийско-Белорусская геохим. секция Междувед. совета по проблеме «Научные основы геохимических методов поисков месторождений полезных ископаемых»; [редколлегия: Л. Н. Овчинников (главный редактор), В. А. Кузнецов, В. К. Лукашев]. — Минск : Наука и техника, 1982. — 201 с. — 310 экз.
- Геохимия техногенеза : Тез. докл. 2-го Всесоюз. совещания / Редкол.: В. К. Лукашев и др. — Минск, 1991. — (В надзаг.: АН БССР, Ин-т геохимии и геофизики, Прибалт.-бел. секция науч. Совета АН СССР по проблемам геохимии и геохим. методов поисков месторождений полезн. ископаемых). — 290 экз.
- Проблемы геохимического и геофизического изучения земной коры : Сб. науч. тр. / Акад. наук БССР, Ин-т геохимии и геофизики; [Ред. В. К. Лукашев]. — Минск: РИСО АН БССР, 1974. — 245 с. — 300 экз.

## Комментарии
1. ↑  С 1994 — Институт геологических наук НАН Беларуси.